# أزيانه
أزيانه وهي قرية تقع في قضاء قوشتبة في محافظة أربيل شمال العراق.